# 디어 시스터
《디어 시스터》(일본어: ディア・シスター)는 2014년 10월 16일부터 12월 18일까지 후지 TV 목요극장 시간대(매주 목요일 22:00 ~ 22:54, JST)에서 방송된 일본의 텔레비전 드라마이다. 이시하라 사토미와 마츠시타 나오의 더블 주연.

## 캐스트

### 후카자와가(家)
후카자와 미사키 (27) - 이시하라 사토미 (소녀 시절:혼마 아이사)
하즈키의 여동생.
후카자와 하즈키 (29) - 마츠시타 나오 (소녀 시절:오자와 루나)
미사키의 언니.
후카자와 나나에 (55) - 카타히라 나기사
미사키와 하즈키의 어머니.

### 후카자와가(家)의 관계자
사쿠라바 에이토 (27) - 이와타 타카노리
미사키의 친구.
사토 카즈코 (30) - 모리 칸나
하즈키의 친구.
시부카와 신지 - 와타나베 히로유키
나나에의 약혼자.
사쿠라바 소이치로 (42) - 타나베 세이치
에이토의 형.

### 구청
요시무라 타츠야 (30) - 히라오카 유타
하즈키의 전 약혼자.
히라야스 나오코 (32) - MEGUMI
하즈키의 동료.

### APPLESEED
하기와라 요헤이 (36) - 히라야마 히로유키
점장.
우에스기 카오리 (40) - 호리우치 케이코
요헤이의 누나.

## 스태프
- 각본 - 나카타니 마유미
- 연출 - 타나카 료, 히라노 신, 세키노 무네노리
- 주제가 - 셰넬 〈Happiness〉 (유니버설 뮤직/Delicious Deli Records)
- 삽입곡 - moumoon 〈BF〉 (avex trax)
- 프로듀스 - 나카노 토시유키
- 제작 - 후지 TV 드라마 제작 센터

## 방송 일자
| 각 화                                                       | 방송일           | 부제                                                                  | 연출            | 시청률 |
| ----------------------------------------------------------- | ---------------- | --------------------------------------------------------------------- | --------------- | ------ |
| 제1화                                                       | 2014년 10월 16일 | 세계 제일 사랑받는 여동생과 세계 제일 서투른 언니…!! 행복을 잡는 건!? | 타나카 료       | 11.8%  |
| 제2화                                                       | 10월 23일        | 절대 말할 수 없는 키스                                                | 타나카 료       | 11.4%  |
| 제3화                                                       | 10월 30일        | 첫 아침 귀가?                                                         | 타나카 료       | 12.0%  |
| 제4화                                                       | 11월 6일         | 넌 내가 지킨다!                                                       | 히라노 신       | 11.5%  |
| 제5화                                                       | 11월 13일        | 탄로난 비밀!?                                                         | 히라노 신       | 10.6%  |
| 제6화                                                       | 11월 20일        | 마음도 몸도 알몸으로                                                  | 세키노 무네노리 | 10.0%  |
| 제7화                                                       | 11월 27일        | 목숨을 건 애정                                                        | 타나카 료       | 12.0%  |
| 제8화                                                       | 12월 4일         | 비밀의 러브 레터                                                      | 세키노 무네노리 | 10.8%  |
| 제9화                                                       | 12월 11일        | 최후의 약속                                                           | 히라노 신       | 11.7%  |
| 최종화                                                      | 12월 18일        | 별에 소원을                                                           | 타나카 료       | 10.9%  |
| 평균 시청률 11.3% (시청률은 칸토 지방·비디오 리서치사 조사) |                  |                                                                       |                 |        |